# Russie aux Jeux olympiques de 1908

Présent aux Jeux olympiques de 1908 à Londres, en Angleterre , l’'Empire russe participe à ses seconds Jeux olympiques . Sa délégation est composée de six athlètes qui remportent trois médailles, une en or (patinage artistique) et deux en argent (lutte).

## Liste des médaillés

### Médailles d'or
| Sport               | Discipline    | Sportifs |
| Médailles d’or 1    |               |          |
| Patinage artistique |               |          |
| Figures spéciales   | Nikolai Panin |          |

### Médailles d'argent
| Sport                | Discipline   | Sportifs         |
| Médailles d’argent 2 |              |                  |
| Lutte gréco-romaine  | Poids légers | Nikolaï Orlov    |
| Lutte gréco-romaine  | Poids lourds | Aleksandr Petrov |